# Józef Kopicera
Józef Kopicera (ur. 16 lutego 1951 w Gliwicach) – piłkarz grający na pozycji napastnika i pomocnika, reprezentant Polski, trener piłkarski.
Był wychowankiem Piasta Gliwice i grał w tym klubie w latach 1963–1971, następnie przeszedł do Ruchu Chorzów, gdzie grał w latach 1971–1977. W barwach Ruchu wystąpił w 125 meczach zdobywając 25 goli. Dwukrotnie zdobył z Ruchem Mistrzostwo Polski (1974 i 1975 rok) i raz Puchar Polski (1974 rok).
W latach 1977–1979 był graczem BKS Bielsko Biała, Polonii Bytom (lata 1979–1981) i francuskim Arras (lata 1981–1984).
Po zakończeniu kariery został szkoleniowcem, trenował Czarnych Pyskowice.

## Reprezentacja Polski
W reprezentacji narodowej rozegrał 2 mecze. Członek szerokiej kadry (tzw. „40”) na Mistrzostwa Świata 1974 roku.
| lp. | Data            | Miejsce  | Przeciwnik | Rezultat | Rozgrywki  | Grał   | Uwagi |
| --- | --------------- | -------- | ---------- | -------- | ---------- | ------ | ----- |
| 1.  | 4 września 1974 | Warszawa | NRD        | 1-3      | towarzyski | od 66' |       |
| 2.  | 7 września 1974 | Wrocław  | Francja    | 0-2      | towarzyski | 90'    |       |